# Tibor Csernus
Tibor Csernus né le 28 juin 1927 à Kondoros (Hongrie) et mort le 7 septembre 2007 à Paris 10e est un peintre et illustrateur hongrois.

## Biographie
Après des études à l'École supérieure des beaux-arts de Budapest, Tibor Csernus expose régulièrement dans la capitale. Il visite Paris en 1957 et 1958, avant de s'y installer en 1964. Il y expose à la galerie Claude Bernard et à la FIAC en 1979 et en 1990.
Il expose ses tableaux lors de nombreuses expositions, dans un style réaliste proche par son travail sur le coloris et la lumière de Caravage, Vélasquez ou Rembrandt.
Il travaille aussi comme illustrateur pour les éditions Gallimard : notamment la collection des classiques contemporains (Zola : « Autres chefs-d'œuvre », NRF/Gallimard, 1958) la collection de poche Folio et pour la Bibliothèque verte. Son art visionnaire le prédisposait particulièrement à illustrer le fantastique et la science-fiction. Il réalise pour J'ai lu les couvertures d'œuvres de Lovecraft, Alfred E. van Vogt, Jean Ray, Philip K. Dick, Clifford D. Simak, Theodore Sturgeon, Jack Vance, ou un portfolio dans la revue Univers (1977).

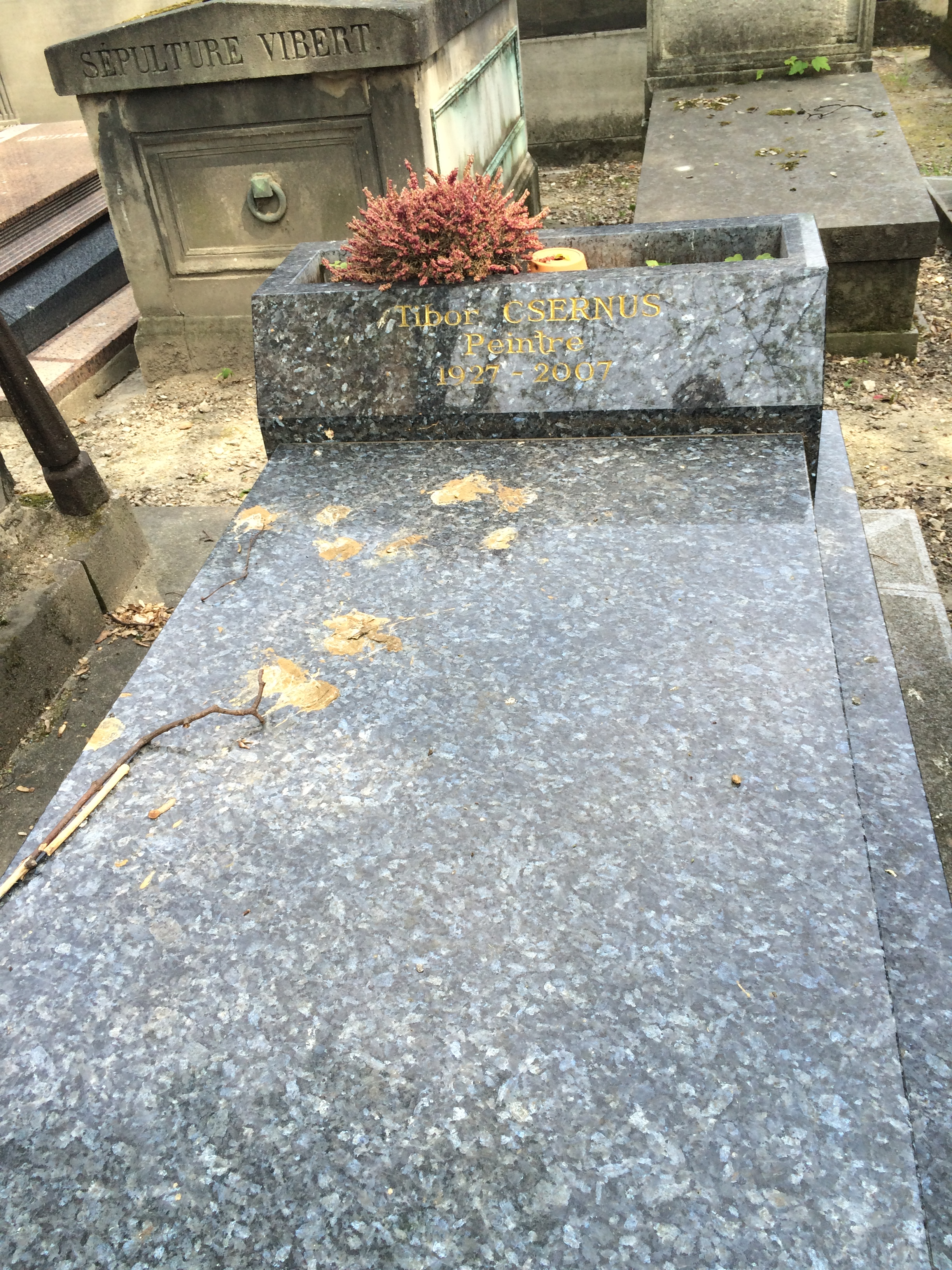
Tombe de Tibor Csernus au cimetière de Montmartre (division 32).

En Hongrie, il reçoit le prix Kossuth en 1997, et une exposition en son honneur a lieu au Műcsarnok en 1998.
Il est inhumé au cimetière de Montmartre (division 32).